# آنتونی هادسون (بازیکن فوتبال)
آنتونی هادسون (انگلیسی: Anthony Hudson؛ زاده ۱۱ مارس ۱۹۸۱) یک بازیکن فوتبال اهل ایالات متحده آمریکا است.